# Акведук
Акведу́к (от лат. aqua — вода и duco — веду) — водовод (канал, труба) для подачи воды к населённым пунктам, оросительным и гидроэнергетическим системам из  источников, расположенных выше них.
Акведуком в более узком значении называют часть водовода в виде моста над оврагом, рекой, дорогой. Достаточные по ширине акведуки могли также использоваться судами (водный мост). Акведук по своей структуре аналогичен виадуку, с тем отличием, что его применяют для перетока воды, в отличие от дорог или железнодорожных путей.
Акведуки сооружаются из камня, кирпича, железобетона или стали. Такие сооружения состоят из основания, на котором возводят каменные, чугунные или кирпичные опоры (обычно между ними для устойчивости помещают каменные арки), и берегового устоя, на которое укладываются трубы или устраиваются кюветы.

## История
Хотя акведуки больше всего ассоциируются с римскими постройками, они были изобретены столетиями ранее на Ближнем Востоке, где вавилоняне и египтяне строили сложные ирригационные системы. Акведуки римского образца использовались уже в VII столетии до н. э., когда ассирийцами был построен акведук из известняка высотой 10 метров и длиной 300 метров для перетока воды через долину в столицу, Ниневию; полная длина акведука составляла 80 километров. Примерно в то же время, акведуки использовались в городах майя.
Известно, что в Древней Греции также строились акведуки. Самым выдающимся акведуком Геродот считал Эвпалинов тоннель на острове Самос. Этот акведук историк включил в список чудес света.
Считается, что древние народы строили акведуки, потому что не знали закон сообщающихся сосудов и не умели изготавливать трубы, способные выдерживать высокое давление воды в дюкере (обратном сифоне). В действительности известны сифон в Пергаме, относящийся ко времени правления Эвмена II (197—159 годы до н. э.) и более 20 сифонов, относящихся ко времени Римской империи, главным образом на территории современной Франции.

### АкведукиДревнего Рима
Римляне строили многочисленные акведуки для доставки воды в города и к хозяйственным центрам. В сам город Рим вода поставлялась через 11 акведуков, которые были построены в течение 500 лет и имели общую длину почти 350 километров. Однако только 47 километров из них были наземными: большинство проходило под землёй (Айфельский акведук в Германии — очень хорошо сохранившийся тому пример). Самый длинный римский акведук был построен во II столетии нашей эры для поставки воды в Карфаген (сейчас это место находится на территории современного Туниса); его длина составляла 141 километр.
При строительстве применялись передовые строительные материалы того времени — такие как водостойкий пуццолановый бетон.
Римские акведуки были чрезвычайно сложными сооружениями, технологически они не устарели даже через тысячу лет после падения Римской империи. Они были построены с удивительной точностью: акведук Пон-дю-Гар в Провансе имел уклон всего 34 см на километр (1:3000), спускался всего на 17 метров по вертикали при всей его длине 50 километров.
Транспортировка воды только за счёт силы тяжести была очень эффективна: через Пон-дю-Гар проходило 20000 кубических метров воды в день. Иногда, при пересечении впадин поверхности с перепадом больше 50 метров, создавались напорные водопроводы — дюкеры (хотя почти всегда для этих целей использовали внутренности мостов). В современной гидротехнике используются аналогичные методы, позволяющие коллекторам и водным трубам пересекать различные впадины.
- Водопровод внутри Пон-дю-Гара
- Акведук в Сеговии (I в. н. э.)

### Дальнейшее развитие системы акведуков
Бо́льшая часть опыта римских инженеров была потеряна во времена Тёмных веков, и в Европе строительство акведуков практически прекратилось до XIX века. Воду часто добывали путём рытья колодцев, хотя это могло вызвать экологические проблемы, когда местные подземные водяные горизонты стали загрязняться.
Одним известным исключением был канал Нью-Ривер, искусственный водный путь в Англии, открытый в 1613 году для снабжения Лондона свежей питьевой водой. Его длина составляла 62 километра. Развитие каналов дало новый толчок в строительстве акведуков. Однако только в XIX столетии их строительство возобновилось в крупных масштабах для поставки воды в быстрорастущие города и к промышленным объектам, нуждающимся в воде. Разработки новых материалов (таких, как бетон и чугун) и новых технологий (например, паровой двигатель) позволили провести множество существенных усовершенствований. Например, применение чугуна позволило строить большие дюкеры, нагруженные бо́льшим давлением, а создание насосов на паровой тяге позволило значительно увеличить скорость и объём водяного потока.
В XIX веке Англия стала ведущей державой в строительстве акведуков, обеспечивая водой свои крупнейшие города, такие как Бирмингем, Манчестер и Ливерпуль. Самые большие акведуки были построены в Соединённых Штатах для поставки воды в самые крупные города. Акведук Катскилл доставлял воду в Нью-Йорк на расстояние 190 километров, но это достижение было превзойдено акведуками на крайнем западе страны; наиболее примечательным был акведук Колорадо, который снабжал водой Лос-Анджелес и окрестности с расстояния в 400 километров с востока. Несмотря на все достоинства акведуков, они имеют и свойственный им недостаток — огромное количество воды, переносимое ими, может привести к серьёзному экологическому ущербу из-за истощения питающих рек.
- Судно на акведуке Понткисиллте, по которому проходит канал Лланголлен[англ.] в Уэльсе
- Акведук Ширакского оросительного канала около села Маисян в Армении, 1925 г.
- Акведук XVII века в селе Шванидзор, Сюникская область Армении

## Акведуки в России
Появление акведуков в России, как и в Древнем Риме, было связано с возведением централизованных систем водоснабжения для крупнейших городов. Первые акведуки были сооружены по трассе самотёчного Мытищинского водопровода 1781—1804 годов постройки в Москве. Вопреки распространённому мнению, акведуков на трассе этого водопровода было несколько. Кроме отреставрированного Ростокинского акведука существовало еще четыре, о двух из которых достаточно хорошо известно:
- Акведук через реку Яузу в районе слияния с рекой Работней к западу от Ярославского шоссе (демонтирован при реконструкции шоссе в период между 2003—2006 годами);
- Акведук через реку Ичку возле МКАД (его остатки разобраны в 1998 году).

Источником воды послужили подземные воды в верховьях реки Яузы около села Большие Мытищи. Вода подавалась в Москву самотёком, для чего был сооружён подземный кирпичный водовод длиной около 16 км. Через долину Яузы вода шла уже по Ростокинскому акведуку. Длина его составляла 356 м, при ширине водовода 90 см и высоте 1,2 м. Далее водовод шёл к Самотёчной и Трубной площадям, где находился бассейн, а затем к Неглинной улице с двумя фонтанами для разбора воды.
- Ростокинский акведук в Москве